# Tighten Up
«Tighten Up» — песня 1968 года, записанная вокальной ритм-н-блюзовой группой Archie Bell & the Drells из Хьюстона, штат Техас. Она была выпущена синглом и летом 1968 года добралась до первой позиции на R&B и поп хит-парадах Billboard, она является одним из самых ранних хитов в жанре фанк. Журнал Rolling Stone поместил песню на 265 позицию своего списка «500 величайших песен всех времён».

## Хит-парады
| Хит-парад (1968)                  | Наивысшая позиция |
| --------------------------------- | ----------------- |
| U.S. Billboard Hot 100            | 1                 |
| U.S. Billboard Hot Rhythm & Blues | 1                 |